# Josep Maria Cruxent i Roura
Josep Maria Cruxent i Roura (Sarrià, 16 de gener de 1911- Coro, 23 de febrer de 2005) fou un arqueòleg considerat l'impulsor de l'arqueologia científica a Veneçuela, on va contribuir des del període paleoamericà fins al colonial primerenc.
Fill de Josep Maria Cruxent i Mercè Roura, es formà a l'Institut Montessori d'Alexandre Galí i cursà estudis superiors de belles arts a la Llotja on va assistir a classes de Pere Bosch i Gimpera, que l'iniciaren en l'arqueologia. A la Guerra Civil va combatre al costat republicà i es va exiliar a França. El 1938, es va traslladar a Veneçuela on va reformar l'arqueologia aplicant el mètode científic en el treball de camp. Fou director del Museu de Ciències Naturals de Caracas des del 1948 fins al 1962. Els anys 1950 va participar en la creació de l'Escola de Sociologia i Antropologia de la Universitat Central de Veneçuela en conveni amb la Universitat de Wisconsin, on va formar a la primera fornada d'antropòlegs i arqueòlegs del país. El 1963, va fundar l'Institut Veneçolà d'Investigacions Científiques on va crear el primer laboratori de radiocarboni de l'Amèrica Llatina.
Va escriure: Arqueologia venezolana, (1963), Cronologia arqueológica de Veneçuela (1964) i Arqueologia a La Isabela: Primera Ciutat europea d'Amèrica (2002). El 1987, va rebre el Premio Nacional de ciència del govern veneçolà i l'orde d'Isabel la Catòlica (1992) de l'Estat espanyol. Com a pintor, fou impulsor a Veneçuela de l'informalisme i el 1961 participà en la Biennal de São Paulo.

## Descobertes
El 1951 va descobrir les fonts del riu Orinoco i, el 1952, acompanyat de Leopold III de Bèlgica, establí un dels primers contactes amb els indígenes waika o ianomamis. Va travessar Panamà per seguir els passos de Vasco Núñez de Balboa en el descobriment del Gran Mar del Sud. El 1954 va descobrir i excavar el substrat precolombí de l'antiga ciutat de Nueva Cádiz, a l'illa de Cubagua, on va desenterrar la ciutat, descobrint el traçat urbà corresponent a 11 quadres, identificant el port, el convent, i recuperant peces arquitectòniques com columnes, gàrgoles, escuts i restes de ceràmica i objectes d'ús quotidià.
Cruxent va fer recerques al jaciment paleontològic de Taima-Taima, excavat per ell per primer cop l'any 1962, que van contribuir a situar el primer poblament humà de l'Amèrica del Sud en una data diversos mil·lennis anterior a l'acceptada fins aleshores per la comunitat científica, establint evidència arqueológica de la presencia humana a Amèrica del Sud en la epoca del Plistocè tardà. Va descobrir al Pedregal, a l'indret El Jobo, la punta lítica i altres artefactes de pedra que daten de 13.000 aC.
Cruxent va començar el 1987 l'aixecament arqueològic de La Isabela, primera ciutat alçada en 1493 per Cristòfor Colóm a Amèrica, en l'actual República Dominicana. Va descobrir entre les restes: la drassana, l'església, una fortalesa, la casa de Colom i un polvorí, així com un urinari i una caseta de vigilància. També va descobrir un altre poblat en un paratge proper anomenat Las Coles, l'emplaçament on es van instal·lar les rancherias per allotjar els constructors de la Isabela.